# Arisa (album)
Arisa è il primo album in studio della cantante giapponese Alisa Mizuki, pubblicato nel 1991.

## Tracce
1. Yume Dake no Boyfriend (夢だけのボーイフレンド Yume Dake no Bōifurendo) – 4:25 (testo: Mitsuko Komuro – musica: Tetsuya Komuro)
2. Kanashimi wa Shinka Suru (悲しみは進化する) – 5:12 (testo: Neko Oikawa – musica: Takeshi Kobayashi)
3. Sepia no Kodō (Sepiaの鼓動) – 4:54 (testo: Midori Karashima – musica: Karashima)
4. Septième Sens (Dainanakan) (セッティェームサンス ～第七感～ Settiēmu Sansu (Dainanakan)) – 4:55 (testo: Masaya Ozeki – musica: Ozeki)
5. Kaze no Naka de – 5:34 (testo: Amii Ozaki – musica: Ozaki)
6. Cherry Cherry Strawberry – 4:29 (testo: Minoru Komorita – musica: Komorita)
7. Eden no Machi – 3:57 (testo: Jun Taguchi – musica: Kaori Okui)
8. Yurete My Heart (揺れてマイ・ハート Yurete Mai Hāto) – 4:26 (testo: Karashima – musica: Karashima)
9. Kaze ni Notte (風に乗って) – 5:00 (testo: Toshihiko Takamizawa – musica: Takamizawa)
10. Luna (月) – 4:58 (testo: Chihiro Sawa – musica: Ichirō Hada)
11. Densetsu no Shōjo (Album Version) – 5:47 (testo: Ozaki – musica: Ozaki)